# XXXVIII Corpo de Exército (Alemanha)
O XXXVIII Corpo de Exército (em alemão: XXXVIII Armeekorps) foi um Corpo de Exército da Alemanha que esteve em atividade durante a Segunda Guerra Mundial. O Corpo foi criado no dia 27 de Janeiro de 1940. O comando Geral do Corpo se transformou no comando do XXXVIII Corpo Panzer no dia 31 de Dezembro de 1944.

## Comandantes
| Comandante                                            | Data                                             |
| ----------------------------------------------------- | ------------------------------------------------ |
| Generalfeldmarschall Erich von Manstein               | 1 de Fevereiro de 1940 - 28 de Fevereiro de 1941 |
| General der Infanterie Friedrich-Wilhelm von Chappuis | 15 de Março de 1941 - 23 de Abril de 1942        |
| General der Infanterie Siegfried Hänicke              | 23 de Abril de 1942 - 29 de Junho de 1942        |
| General der Artillerie Kurt Herzog                    | 29 de Junho de 1942 - 8 de Janeiro de 1945       |

## Área de Operações
- Alemanha - janeiro de 1940 - junho de 1940[2]
- França - junho de 1940 - junho de 1941[2]
- Frente Oriental, Setor Norte - junho de 1941 - outubro de 1944[2]
- Bolsão de Kurland - outubro de 1944 - janeiro de 1945[2]

## Serviço de Guerra
| Data   | Exército                | Grupo de Exércitos | Lugar                       |
| ------ | ----------------------- | ------------------ | --------------------------- |
| Jun 40 | 4º Exército             | B                  | Somme, Loire                |
| Jul 40 | 2º Exército             | A                  | Orleans                     |
| Ago 40 | 16º Exército            | A                  | Kanalküste                  |
| Set 40 | 9º Exército             | A                  | Kanalküste                  |
| Jan 41 | 9º Exército             | A                  | Kanalküste                  |
| Mai 41 | 15º Exército            | D                  | Kanalküste                  |
| Jun 41 | 18º Exército            | Nord               | Lettland                    |
| Ago 41 | 4º Panzergruppe         | Nord               | Luga, Narwa                 |
| Set 41 | 18º Exército            | Nord               | Leningrad, Oranienbaum      |
| Dez 41 | 16º Exército            | Nord               | Wolchow                     |
| Jan 42 | 16º Exército            | Nord               | Wolchow                     |
| Mar 42 | 18º Exército            | Nord               | Wolchow                     |
| Jan 43 | 18º Exército            | Nord               | Wolchow                     |
| Ago 43 | 16º Exército            | Nord               | Ilmensee                    |
| Out 43 | 18º Exército            | Nord               | Ilmensee                    |
| Jan 44 | 18º Exército            | Nord               | Ilmensee, Pleskau, Lettland |
| Out 44 | Armee-Abteilung Grasser | Nord               | Kurland                     |
| Nov 44 | Armee-Abteilung Kleffel | Nord               | Kurland                     |
| Dez 44 | 16º Exército            | Nord               | Kurland                     |

## Ordem de Batalha
8 de Junho de 1940
- 6ª Divisão de Infantaria
- 46ª Divisão de Infantaria
- 27ª Divisão de Infantaria
- 1ª Divisão de Cavalaria
- Arko 30

22 de Junho de 1941
- 58ª Divisão de Infantaria
- 254ª Divisão de Infantaria
- Arko 30

17 de Julho de 1941
- 58ª Divisão de Infantaria
- 1ª Divisão de Infantaria
- Arko 2

19 de Novembro de 1941
- 250ª Divisão de Infantaria
- 126ª Divisão de Infantaria (somente 2/3)
- Arko 2

24 de Junho de 1942
- 250ª Divisão de Infantaria
- 58ª Divisão de Infantaria
- 126ª Divisão de Infantaria
- SS-Brigade 2
- Parte 285. Sicherungs-Division
- Arko 30

9 de Julho de 1942
- 126ª Divisão de Infantaria
- 285. Sicherungs-Division
- 2. SS-Brigade
- 58ª Divisão de Infantaria
- 250ª Divisão de Infantaria
- Arko 30

14 de Agosto de 1942
- 212ª Divisão de Infantaria
- 250ª Divisão de Infantaria
- Arko 30

14 de Setembro de 1942
- 212ª Divisão de Infantaria
- 20ª Divisão de Infantaria
- Arko 30

14 de Outubro de 1942
- 212ª Divisão de Infantaria
- 20ª Divisão de Infantaria
- Arko 30

14 de Novembro de 1942
- 254ª Divisão de Infantaria
- 212ª Divisão de Infantaria
- 20ª Divisão de Infantaria
- Arko 30

22 de Dezembro de 1942
- 254ª Divisão de Infantaria
- 212ª Divisão de Infantaria
- 1. Luftwaffen-Feld-Division
- Arko 30

1 de Janeiro de 1943
- 254ª Divisão de Infantaria
- 212ª Divisão de Infantaria
- 1. Luftwaffen-Feld-Division
- Arko 30

11 de Janeiro de 1943
- 212ª Divisão de Infantaria
- 1. Luftwaffen-Feld-Division
- Arko 30

24 de Janeiro de 1943
- 212ª Divisão de Infantaria
- 1. Luftwaffen-Feld-Division
- 81ª Divisão de Infantaria
- Arko 30

8 de Fevereiro de 1943
- Parte da 212ª Divisão de Infantaria
- 1. Luftwaffen-Feld-Division
- 23ª Divisão de Infantaria
- Arko 30

24 de Fevereiro de 1943
- 1. Luftwaffen-Feld-Division
- 23ª Divisão de Infantaria
- Arko 30

1 de Março de 1943
- 1. Luftwaffen-Feld-Division
- 23ª Divisão de Infantaria
- Arko 123

4 de Agosto de 1943
- 1. Luftwaffen-Feld-Division
- 217ª Divisão de Infantaria
- Arko 30

14 de Setembro de 1943
- 1. Luftwaffen-Feld-Division
- 217ª Divisão de Infantaria
- Lettische SS-Freiwilligen-Brigade
- Arko 30

26 de Dezembro de 1943
- 1. Luftwaffen-Feld-Division
- 28. Jäger-Division
- lettische SS-Freiwilligen-Brigade
- Arko 30

16 de Setembro de 1944
- 83ª Divisão de Infantaria
- 21. Luftwaffen-Feld-Division
- 227ª Divisão de Infantaria
- Arko 30